# カマラン島
座標: 北緯15度21分0秒 東経42度34分0秒 / 北緯15.35000度 東経42.56667度

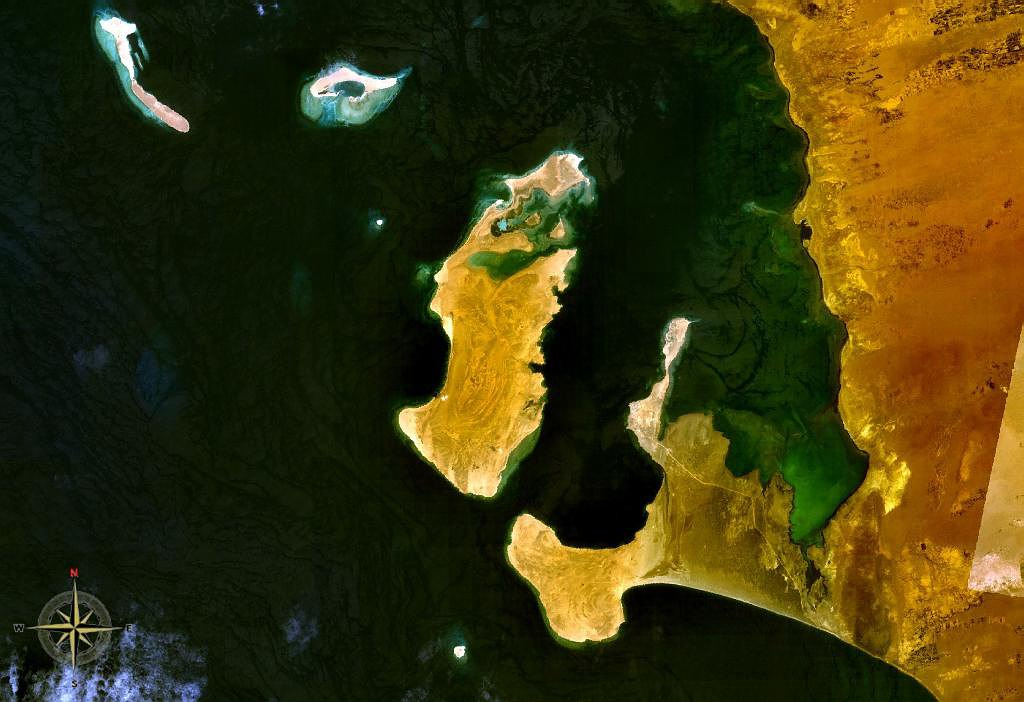
NASAの衛星写真より、カマラン島

カマラン島は、紅海南東部にあるイエメン領の島。面積は約180km2。北北東から南南東に延びた島であり、長さ約18km幅約7km。砂漠気候下にあり、植生には乏しい。島の周囲にはサンゴ礁が見られる。

## 歴史
16世紀にはポルトガル人が来航したことは判明している。19世紀にはオスマン帝国が紅海沿岸に勢力を伸ばし、カマラン島もその勢力下に入っている。オスマン帝国はメッカ巡礼者の検疫所として島を用いている。
第一次世界大戦中の1915年6月にイギリス軍はアデンから兵力を派遣し、当地を勢力下においた。正式な領有は宣言されなかったものの、ローザンヌ条約での異議がでなかったこともあり、アデン植民地に統合はされなかったものの、一体として統治が続けられた。
1967年11月30日に南イエメンがイギリスから独立すると、カマラン島も南イエメン領になったが、南イエメンから離れ、北イエメンの沿岸部にある島であったこともあり、1972年に北イエメンが侵攻し占領した。1990年にはイエメンの統一により、イエメン領となっている。